# مايكل لوي
مايكل لوي، وُلد في عام 1938 في ساو باولو بالبرازيل، هو سوسيولوجي وفيلسوف ماركسي وناشط بيئي فرنسي برازيلي. عيين في عام 2003 كباحث في المركز الوطني الفرنسي للبحث العلمي، ودرِّس في مدرسة الدراسات العليا في العلوم الاجتماعية. أشهر كتبه عن ماركس ولوكاش وفرانس كافكا، حصل على ميدالية الفضة من المركز الوطني الفرنسي للبحث العلمي في عام 1994 وفي عام 2020 حصل على جائزة والتر بنيامين الأوروبية.

## السيرة الذاتية
ينحدر مايكل لوي من أسرة من مهاجرين يهود من فيينا، نشأ في البرازيل خلال الجمهورية الثانية، وأصبح في سن 16 (عام 1954) اشتراكيًا . درس في جامعة ساو باولو، حيث كان لديه أساتذة مثل فيرناندو هنريكي كاردوسو، فلوريستان فيرنانديز، وأنتونيو كانديدو. حصل على درجة البكالوريوس في العلوم الاجتماعية في عام 1960 وقام بتدريس علم الاجتماع لمدة عام في جامعة ساو جوزيه دو ريو بريتو (ولاية ساو باولو).